# Arondismentul Rouen
Arondismentul Rouen (în franceză Arrondissement de Rouen) este un arondisment din departamentul Seine-Maritime, regiunea Haute-Normandie, Franța.

## Subdiviziuni

### Cantoane
- Cantonul Bois-Guillaume
- Cantonul Boos
- Cantonul Buchy
- Cantonul Caudebec-en-Caux
- Cantonul Caudebec-lès-Elbeuf
- Cantonul Clères
- Cantonul Darnétal
- Cantonul Doudeville
- Cantonul Duclair
- Cantonul Elbeuf
- Cantonul Grand-Couronne
- Cantonul Le Grand-Quevilly
- Cantonul Maromme
- Cantonul Mont-Saint-Aignan
- Cantonul Notre-Dame-de-Bondeville
- Cantonul Pavilly
- Cantonul Le Petit-Quevilly
- Cantonul Rouen 1e
- Cantonul Rouen 2e
- Cantonul Rouen 3e
- Cantonul Rouen 4e
- Cantonul Rouen 5e
- Cantonul Rouen 6e
- Cantonul Rouen 7e
- Cantonul Saint-Étienne-du-Rouvray
- Cantonul Sotteville-lès-Rouen-Est
- Cantonul Sotteville-lès-Rouen-Ouest
- Cantonul Yerville
- Cantonul Yvetot

### Comune
| 1. Allouville-Bellefosse (76001)               | 2. Amfreville-la-Mi-Voie (76005)         | 3. Amfreville-les-Champs (76006)          | 4. Anceaumeville (76007)                  |
| 5. Ancretiéville-Saint-Victor (76010)          | 6. Anneville-Ambourville (76020)         | 7. Anquetierville (76022)                 | 8. Authieux-Ratiéville (76038)            |
| 9. Les Authieux-sur-le-Port-Saint-Ouen (76039) | 10. Autretot (76041)                     | 11. Auzebosc (76043)                      | 12. Auzouville-l'Esneval (76045)          |
| 13. Auzouville-sur-Ry (76046)                  | 14. Baons-le-Comte (76055)               | 15. Bardouville (76056)                   | 16. Barentin (76057)                      |
| 17. Beautot (76066)                            | 18. Belbeuf (76069)                      | 19. Berville (76087)                      | 20. Berville-sur-Seine (76088)            |
| 21. Betteville (76089)                         | 22. Bierville (76094)                    | 23. Bihorel (76095)                       | 24. Blacqueville (76099)                  |
| 25. Blainville-Crevon (76100)                  | 26. Le Bocasse (76105)                   | 27. Bois-Guilbert (76107)                 | 28. Bois-Guillaume (76108)                |
| 29. Bois-Himont (76110)                        | 30. Bois-Héroult (76109)                 | 31. Bois-d'Ennebourg (76106)              | 32. Bois-l'Évêque (76111)                 |
| 33. Boissay (76113)                            | 34. Bonsecours (76103)                   | 35. Boos (76116)                          | 36. Bosc-Bordel (76120)                   |
| 37. Bosc-Guérard-Saint-Adrien (76123)          | 38. Bosc-Roger-sur-Buchy (76127)         | 39. Bosc-Édeline (76121)                  | 40. Boudeville (76129)                    |
| 41. La Bouille (76131)                         | 42. Bourdainville (76132)                | 43. Bouville (76135)                      | 44. Bretteville-Saint-Laurent (76144)     |
| 45. Buchy (76146)                              | 46. Butot (76149)                        | 47. Bénesville (76077)                    | 48. Cailly (76152)                        |
| 49. Canteleu (76157)                           | 50. Canville-les-Deux-Églises (76158)    | 51. Carville-la-Folletière (76160)        | 52. Catenay (76163)                       |
| 53. Caudebec-en-Caux (76164)                   | 54. Caudebec-lès-Elbeuf (76165)          | 55. Cideville (76174)                     | 56. Claville-Motteville (76177)           |
| 57. Clères (76179)                             | 58. Cléon (76178)                        | 59. Criquetot-sur-Ouville (76198)         | 60. Croix-Mare (76203)                    |
| 61. Darnétal (76212)                           | 62. Doudeville (76219)                   | 63. Duclair (76222)                       | 64. Déville-lès-Rouen (76216)             |
| 65. Ectot-l'Auber (76227)                      | 66. Ectot-lès-Baons (76228)              | 67. Elbeuf (76231)                        | 68. Elbeuf-sur-Andelle (76230)            |
| 69. Ernemont-sur-Buchy (76243)                 | 70. Eslettes (76245)                     | 71. Esteville (76247)                     | 72. Estouteville-Écalles (76248)          |
| 73. Flamanville (76264)                        | 74. La Folletière (76267)                | 75. Fontaine-le-Bourg (76271)             | 76. Fontaine-sous-Préaux (76273)          |
| 77. Franqueville-Saint-Pierre (76475)          | 78. Freneuse (76282)                     | 79. Fresne-le-Plan (76285)                | 80. Fresquiennes (76287)                  |
| 81. Frichemesnil (76290)                       | 82. Fréville (76289)                     | 83. Fultot (76293)                        | 84. Gonzeville (76309)                    |
| 85. Goupillières (76311)                       | 86. Gouy (76313)                         | 87. Grainville-sur-Ry (76316)             | 88. Grand-Couronne (76319)                |
| 89. Le Grand-Quevilly (76322)                  | 90. Grugny (76331)                       | 91. Grémonville (76325)                   | 92. Gueutteville (76335)                  |
| 93. Harcanville (76340)                        | 94. Hautot-Saint-Sulpice (76348)         | 95. Hautot-sur-Seine (76350)              | 96. Heurteauville (76362)                 |
| 97. Le Houlme (76366)                          | 98. Houppeville (76367)                  | 99. La Houssaye-Béranger (76369)          | 100. Hugleville-en-Caux (76370)           |
| 101. Hénouville (76354)                        | 102. Le Héron (76358)                    | 103. Héronchelles (76359)                 | 104. Isneauville (76377)                  |
| 105. Jumièges (76378)                          | 106. Limésy (76385)                      | 107. Lindebeuf (76387)                    | 108. La Londe (76391)                     |
| 109. Longuerue (76396)                         | 110. Louvetot (76398)                    | 111. La Mailleraye-sur-Seine (76401)      | 112. Malaunay (76402)                     |
| 113. Maromme (76410)                           | 114. Martainville-Épreville (76412)      | 115. Maulévrier-Sainte-Gertrude (76418)   | 116. Mauny (76419)                        |
| 117. Le Mesnil-Esnard (76429)                  | 118. Mesnil-Panneville (76433)           | 119. Mesnil-Raoul (76434)                 | 120. Le Mesnil-sous-Jumièges (76436)      |
| 121. Mont-Cauvaire (76443)                     | 122. Mont-Saint-Aignan (76451)           | 123. Mont-de-l'If (76444)                 | 124. Montigny (76446)                     |
| 125. Montmain (76448)                          | 126. Montville (76452)                   | 127. Morgny-la-Pommeraye (76453)          | 128. Motteville (76456)                   |
| 129. Moulineaux (76457)                        | 130. La Neuville-Chant-d'Oisel (76464)   | 131. Notre-Dame-de-Bliquetuit (76473)     | 132. Notre-Dame-de-Bondeville (76474)     |
| 133. Oissel (76484)                            | 134. Orival (76486)                      | 135. Ouville-l'Abbaye (76491)             | 136. Pavilly (76495)                      |
| 137. Petit-Couronne (76497)                    | 138. Le Petit-Quevilly (76498)           | 139. Pierreval (76502)                    | 140. Pissy-Pôville (76503)                |
| 141. Préaux (76509)                            | 142. Prétot-Vicquemare (76510)           | 143. Quevillon (76513)                    | 144. Quincampoix (76517)                  |
| 145. Quévreville-la-Poterie (76514)            | 146. Rebets (76521)                      | 147. Reuville (76524)                     | 148. Roncherolles-sur-le-Vivier (76536)   |
| 149. Ruan (76540)                              | 150. Roumare (76541)                     | 151. La Rue-Saint-Pierre (76547)          | 152. Ry (76548)                           |
| 153. Sahurs (76550)                            | 154. Saint-Aignan-sur-Ry (76554)         | 155. Saint-André-sur-Cailly (76555)       | 156. Saint-Arnoult (76557)                |
| 157. Saint-Aubin-Celloville (76558)            | 158. Saint-Aubin-de-Crétot (76559)       | 159. Saint-Aubin-lès-Elbeuf (76561)       | 160. Saint-Aubin-Épinay (76560)           |
| 161. Saint-Clair-sur-les-Monts (76568)         | 162. Saint-Denis-le-Thiboult (76573)     | 163. Saint-Georges-sur-Fontaine (76580)   | 164. Saint-Germain-des-Essourts (76581)   |
| 165. Saint-Germain-sous-Cailly (76583)         | 166. Saint-Gilles-de-Crétot (76585)      | 167. Saint-Jacques-sur-Darnétal (76591)   | 168. Saint-Jean-du-Cardonnay (76594)      |
| 169. Saint-Laurent-en-Caux (76597)             | 170. Saint-Léger-du-Bourg-Denis (76599)  | 171. Saint-Martin-aux-Arbres (76611)      | 172. Saint-Martin-de-Boscherville (76614) |
| 173. Saint-Martin-du-Vivier (76617)            | 174. Saint-Nicolas-de-Bliquetuit (76625) | 175. Saint-Nicolas-de-la-Haie (76626)     | 176. Saint-Ouen-du-Breuil (76628)         |
| 177. Saint-Paër (76631)                        | 178. Saint-Pierre-de-Manneville (76634)  | 179. Saint-Pierre-de-Varengeville (76636) | 180. Saint-Pierre-lès-Elbeuf (76640)      |
| 181. Saint-Wandrille-Rançon (76659)            | 182. Saint-Étienne-du-Rouvray (76575)    | 183. Sainte-Austreberthe (76566)          | 184. Sainte-Croix-sur-Buchy (76571)       |
| 185. Sainte-Marguerite-sur-Duclair (76608)     | 186. Sainte-Marie-des-Champs (76610)     | 187. Saussay (76668)                      | 188. Servaville-Salmonville (76673)       |
| 189. Sierville (76675)                         | 190. Sotteville-lès-Rouen (76681)        | 191. Sotteville-sous-le-Val (76682)       | 192. Le Torp-Mesnil (76699)               |
| 193. Touffreville-la-Cable (76701)             | 194. Touffreville-la-Corbeline (76702)   | 195. Tourville-la-Rivière (76705)         | 196. Le Trait (76709)                     |
| 197. Val-de-la-Haye (76717)                    | 198. Valliquerville (76718)              | 199. Vatteville-la-Rue (76727)            | 200. La Vaupalière (76728)                |
| 201. Veauville-lès-Baons (76729)               | 202. Vibeuf (76737)                      | 203. Vieux-Manoir (76738)                 | 204. La Vieux-Rue (76740)                 |
| 205. Villequier (76742)                        | 206. Villers-Écalles (76743)             | 207. Yainville (76750)                    | 208. Yerville (76752)                     |
| 209. Ymare (76753)                             | 210. Yquebeuf (76756)                    | 211. Yvecrique (76757)                    | 212. Yvetot (76758)                       |
| 213. Yville-sur-Seine (76759)                  | 214. Écalles-Alix (76223)                | 215. Écretteville-lès-Baons (76225)       | 216. Émanville (76234)                    |
| 217. Épinay-sur-Duclair (76237)                | 218. Étalleville (76251)                 | 219. Étoutteville (76253)                 |                                           |